# Selección de fútbol sala de Antillas Neerlandesas
La Selección de fútbol sala de Antillas Neerlandesas era el equipo que representaba a aquel país en la Copa Mundial de fútbol sala de la FIFA y en el Campeonato de Futsal de Concacaf; y era controlado por la Federación de Fútbol de las Antillas Neerlandesas.

## Estadísticas

### Copa Mundial de Futsal FIFA
| Copa Mundial de fútbol sala de la FIFA    | Copa Mundial de fútbol sala de la FIFA | Copa Mundial de fútbol sala de la FIFA | Copa Mundial de fútbol sala de la FIFA | Copa Mundial de fútbol sala de la FIFA | Copa Mundial de fútbol sala de la FIFA | Copa Mundial de fútbol sala de la FIFA | Copa Mundial de fútbol sala de la FIFA |
| Año                                       | Ronda                                  | J                                      | G                                      | E                                      | P                                      | GF                                     | GC                                     |
| ----------------------------------------- | -------------------------------------- | -------------------------------------- | -------------------------------------- | -------------------------------------- | -------------------------------------- | -------------------------------------- | -------------------------------------- |
| 1989 - 1996                               | No participó                           | No participó                           | No participó                           | No participó                           | No participó                           | No participó                           | No participó                           |
| 2000                                      | No clasificó                           | No clasificó                           | No clasificó                           | No clasificó                           | No clasificó                           | No clasificó                           | No clasificó                           |
| 2004                                      | No clasificó                           | No clasificó                           | No clasificó                           | No clasificó                           | No clasificó                           | No clasificó                           | No clasificó                           |
| 2008                                      | No participó                           | No participó                           | No participó                           | No participó                           | No participó                           | No participó                           | No participó                           |
| Vease Selección de fútbol sala de Curazao |                                        |                                        |                                        |                                        |                                        |                                        |                                        |
| Total                                     | 0/6                                    | -                                      | -                                      | -                                      | -                                      | -                                      | -                                      |

### Campeonato de Futsal de Concacaf
| Campeonato de Futsal de Concacaf          | Campeonato de Futsal de Concacaf | Campeonato de Futsal de Concacaf | Campeonato de Futsal de Concacaf | Campeonato de Futsal de Concacaf | Campeonato de Futsal de Concacaf | Campeonato de Futsal de Concacaf | Campeonato de Futsal de Concacaf |
| Año                                       | Ronda                            | J                                | G                                | E                                | P                                | GF                               | GC                               |
| ----------------------------------------- | -------------------------------- | -------------------------------- | -------------------------------- | -------------------------------- | -------------------------------- | -------------------------------- | -------------------------------- |
| 1996                                      | No participó                     | No participó                     | No participó                     | No participó                     | No participó                     | No participó                     | No participó                     |
| 2000                                      | Fase de grupos                   | 3                                | 1                                | 0                                | 2                                | 5                                | 11                               |
| 2004                                      | No clasificó                     | No clasificó                     | No clasificó                     | No clasificó                     | No clasificó                     | No clasificó                     | No clasificó                     |
| 2008                                      | No participó                     | No participó                     | No participó                     | No participó                     | No participó                     | No participó                     | No participó                     |
| Vease Selección de fútbol sala de Curazao |                                  |                                  |                                  |                                  |                                  |                                  |                                  |
| Total                                     | 1/4                              | 3                                | 1                                | 0                                | 2                                | 5                                | 11                               |